# 유행의 노예
유행의 노예(영어: A Slave of Fashion)는 1925년 미국에서 개봉한 로맨틱 코미디 영화이다. 호바트 헨리가 감독을 맡았으며, 노마 시어러, 루 코디, 윌리엄 헤인즈 등이 출연한다. 또한 어린 조앤 크로포드가 마네킹 역할로 나오기도 한다. 현재 이 영화는 유실된 영화이다.

## 스토리
작은 도시에 사는 여자인 캐서린 (노마 시어러)은 더 좋은 삶을 살기 위하여 열차 사고 피해자의 뉴욕 아파트 임대차 계약서를 훔쳤다. 그녀의 가족이 왔을 때, 그녀는 피해자의 남편인 척을 한다.

## 출연
- 노마 시어러 - 캐서린 에머슨 역
- 루 코디 - 니콜라스 웬트워스 역
- 윌리엄 헤인즈 - 딕 웨인 역
- 메리 칼 - 에머슨의 엄마 역
- 제임스 코리건 - 에머슨의 아빠 역
- 비비아 오그던 - 소피의 이모 역
- 미스 뒤퐁 - 매들린 역
- 에스텔 클라크 - 메이미 역
- 시드니 브레이시 - 홉슨 역
- 조앤 크로포드 - 마네킹 (크레딧에 없음)